# قرق (هرازبي الجنوبي)
قرق (بالفارسية: قرق) هي قرية تقع في إيران في قسم هرازبي الجنوبی الريفي. يقدر عدد سكانها بـ 1,084 نسمة .